# Pragati Singh
Pragati Singh é uma médica indiana, autoridade de saúde pública e ativista. Ela é conhecida por seu trabalho na comunidade assexual indiana e por pesquisas sobre o tema. Ela apareceu na lista de 2019 da BBC das 100 mulheres inspiradoras e influentes de todo o mundo.

## Infância e educação
Pragati Singh cresceu em Deli, na Índia e se formou como Bacharel em Medicina, Bacharel em Cirurgia pela Maulana Azad Medical College em 2011.

## Carreira
Pragati Singh é médica e trabalhou como profissional de saúde pública nas áreas de saúde materna, infantil e reprodutiva na Índia. Ela trabalhou para organizações como a International SOS e a Organização Mundial da Saúde .
Em 2014, Pragati descobriu que não existiam comunidades online para indianos que se identificassem como assexuais. Como resultado disso, ela fundou o grupo auto-financiado "Indian Aces" no Facebook, reunindo uma comunidade de mais de 3.000 membros.
Em 2017, Pragati Singh lançou o serviço de busca de amigos "Platonicity", um formulário do Google inicialmente executado no Facebook como o Indian Aces, com o objetivo de um dia se tornar um aplicativo móvel. O objetivo era ter uma plataforma que combinasse com pessoas que buscavam um relacionamento não-sexual. Foi inspirado em mensagens online frequentes de pessoas que precisavam de ajuda para encontrar relacionamentos e de outras pessoas cujas famílias os forçavam a se casar. Ela pesquisou uma ampla gama de fatores, desde o gradiente de sexualidade de um indivíduo até suas posições políticas. Devido ao rápido aumento do interesse pelo formulário, com mais de 300 inscrições de vários países em dois dias, ele foi encerrado para criar um método que pudesse acomodar mais pessoas. Desde então, ela organizou encontros presenciais sob o mesmo nome de "Platonicity", em Deli, Bangalor e Bombaim. Estas comunidades ajudam aqueles que se identificam como assexuais a saber que não estão sozinhos. A comunidade é financiada pelos próprios membros, no modelo de "doe o que puder".
No mesmo ano, o estudo de pesquisa de Pragati sobre assexualidade foi selecionado e apresentado no Congresso da Associação Mundial de Saúde Sexual, realizado em Praga. As descobertas deste estudo foram então publicadas no Journal of Sexual Medicine.
A partir de 2019, Pragati continuou realizando oficinas sobre sexualidade, eventos de encontros às cegas, bem como sessões de aconselhamento em grupo, conscientizando e ajudando as pessoas de comunidades assexuadas. Após extensa pesquisa, ela desenvolveu o “Modelo de sexualidade abrangente”, que indica que uma identidade sexual pode ser dividida em oito componentes centrais. No futuro, ela quer levar os workshops às faculdades de Medicina, para salientar o assunto para mais médicos.
Em uma entrevista de 2023 com Daniel Yo-Ling para Aze, Pragati Singh falou sobre as diferenças na compreensão da assexualidade como uma identidade sexual entre o mundo ocidental e a Índia, observando que
| “ | para o meu povo, assexualidade não é apenas uma bandeira, certo? Ou microidentidades, ou um rótulo, não é sobre isso. É sobre pessoas literalmente tomando decisões de vida ou morte. | ” |

## Vida pessoal
Em 2014, Pragati Singh encontrou o termo 'assexual' e imediatamente se identificou com ele, mais especificamente como assexual cinza.